# Benedikt Holzmann
Benedikt Holzmann (* 6. Juli 1991 in Memmingen) ist ein deutscher Telemarker.

## Werdegang
Holzmann, der für den SC Oberstdorf startet, gab am 13. Dezember 2008 im französischen Les Houches sein Weltcup-Debüt, blieb mit dem 33. Platz jedoch noch außerhalb der Punkteränge. Diese erreichte er erstmals drei Tage später beim Riesentorlauf-Wettbewerb in der Thyon-Région. Ende Januar 2009 nahm er an den parallel stattfindenden Weltmeisterschaften und Junioren-Weltmeisterschaften in Kreischberg bei Murau teil. Während seine Leistungen im Riesenslalom bei den Herren zum 36. Platz reichten, belegte er unter den Junioren den achten Rang. Sein bestes Resultat erzielte er im Classic, als er den 27. Platz bei der WM sowie Rang vier unter den Junioren erreichte. In der Weltcup-Saison 2009/10 war eine deutliche Entwicklung Holzmanns zu beobachten, sodass er nun konstant unter die Top 20 fuhr und am vorletzten Wettkampfwochenende im März 2010 als Achter im Sprint sogar erstmals eine Platzierung unter den besten Zehn erreichte. Auch zum Start in den darauffolgenden Winter gelang ihm beim Heim-Weltcup in Bad Hindelang als Neunter im Riesenslalom eine starke Platzierung. Bei den Juniorenweltmeisterschaften 2011 in Hafjell gehörte Holzmann daher zum erweiterten Favoritenkreis. Tatsächlich gelang ihm im Classic der Gewinn der Bronzemedaille hinter Tobias Müller und Jan Lavtar.
Ende Januar 2012 erreichte Holzmann auch beim Weltcup-Sprint in Kvitfjell als Dritter das Podest. Im weiteren Saisonverlauf bestätigte sich seine gute Form. Beim Parallelsprint in Rjukan lief er erstmals ins große Finale vor, musste sich dort aber Philippe Lau geschlagen geben. Bei den Weltmeisterschaften 2013 in Espot erreichte Holzmann lediglich Platzierungen im Mittelfeld. 2013 legte Holzmann zudem eine staatliche Prüfung beim Deutschen Skilehrerverband ab und gehört seit 2014 zu dessen Ausbilderteam. In den folgenden Jahren gelang Holzmann immer wieder ein gutes Ergebnis in den Top 10, doch reihte er sich in den Gesamtwertungen nur in den mittleren Rängen ein. Erst in der Weltcup-Saison 2018/19 schloss er wieder zur Weltspitze auf. So erreichte er am 9. Februar 2019 in Bad Hindelang im Sprint den dritten Platz, womit er nach rund sieben Jahren erstmals wieder auf dem Weltcup-Podest stand. Seine starke Saison sollte ihren Höhepunkt bei den Telemark-Weltmeisterschaften 2019 in Rjukan finden, doch verhinderte im Parallelsprint ein Sturz im Halbfinale den Kampf um Gold, ehe er aufgrund eines weiteren Leichtsinnfehlers auch die Bronzemedaille verpasste. Der vierte Platz stellte dennoch sein bestes Karriereergebnis bei Weltmeisterschaften dar. Im Classic-Rennen erreichte er als Siebter eine weitere starke Platzierung. In der Weltcup-Gesamtwertung wurde Holzmann als bester deutscher Athlet Zwölfter. Im pandemiebedingt verkürzten Winter 2019/20 kam Holzmann nicht zum Einsatz.

## Privates
Holzmanns Schwester Johanna Holzmann ist ebenfalls als Telemarkerin aktiv.

## Statistiken

### Platzierungen bei Weltmeisterschaften
| Jahr und Ort     | Wettbewerb   | Wettbewerb | Wettbewerb     | Wettbewerb     |
| Jahr und Ort     | Riesenslalom | Classic    | Classic Sprint | Parallelsprint |
| ---------------- | ------------ | ---------- | -------------- | -------------- |
| 2009 Kreischberg | 36.          | 27.        | 33.            | –              |
| 2013 Espot       | –            | 15.        | DNF            | 20.            |
| 2019 Rjukan      | –            | 07.        | DNS            | 04.            |

### Weltcup-Gesamtplatzierungen
| Saison  | Gesamt | Classic | Classic Sprint | Parallelsprint |
| ------- | ------ | ------- | -------------- | -------------- |
| 2013    | 25.    | 23.     | 20.            | –              |
| 2013/14 | 41.    | 25.     | 54.            | –              |
| 2014/15 | 28.    | –       | 39.            | 15.            |
| 2015/16 | 33.    | –       | 25.            | 36.            |
| 2016/17 | 23.    | –       | 22.            | 17.            |
| 2017/18 | 32.    | –       | 31.            | 22.            |
| 2019    | 12.    | 21.     | 13.            | 07.            |